# هیرویوکی تاکاساکی
هیرویوکی تاکاساکی (انگلیسی: Hiroyuki Takasaki؛ زادهٔ ۱۷ مارس ۱۹۸۶) بازیکن فوتبال اهل ژاپن است.
از باشگاه‌هایی که در آن بازی کرده‌است می‌توان به باشگاه فوتبال اوراوا رد دیاموندز و باشگاه فوتبال کاشیما آنتلرز اشاره کرد.